# Mikhail Glinka
Mikhail Ivanovitj Glinka (russisk: Михаи́л Ива́нович Гли́нка, tr. Mikhaíl Ivánovitj Glínka; født 1. juni 1804 Novospasskoje nær Smolensk, død 15. februar 1857 i Berlin) var en russisk komponist. Han var den første russiske komponist, der opnåede bred anerkendelse i sit hjemland, og han anses som grundlæggeren af russisk klassisk musik. Hans værker udgjorde en væsentlig indflydelse på senere russiske komponister, særlig medlemmerne af "De Fem", der dyrkede en særlig russisk type klassisk musik med inspiration fra russisk folkemusik.
Af sin egen produktion er Glinka mest for sine to operaer Et liv for Zaren (også kendt som Ivan Susanin) og Ruslan og Ludmilla, sidstnævnte baseret på en historie af Aleksandr Pusjkin. Han komponerede også betydelige korværker, klaverkoncerter og kammermusik.

## Hæder
Tre russiske musikkonservatorier er opkaldt efter Glinka:
- Konservatoriet i Nizhny Novgorod (russisk: Нижегородская государственная консерватория им. М.И.Глинки)[6]
- Konservatoriet i Novosibirsk (russisk: Новосибирская государственная консерватория (академия) им. М.И.Глинки)[7]
- Konservatoriet i Magnitogorsk (russisk: Магнитогорская государственная консерватория)[8]

Småplaneten 2205 Glinka opdaget i 1973 er opkaldt efter Mikhail Glinka, ligesom et nedslagskrater på Merkur er opkaldt efter ham.
Glinkastraße i Berlin er opkaldt efter Glinka.
Den prisbelønnede sovjetiske biografiske spillefilm Glinka fra 1946 omhandler Mikhail Glinka og dennes liv og levned.